# Nicholas Liverpool
Nicholas Joseph Orville Liverpool (Grand Bay, 9 settembre 1934 – Miami, 1º giugno 2015) è stato un politico dominicense.
È stato Presidente della piccola repubblica di Dominica dal 2 ottobre 2003 al 17 ottobre 2012. Gli è succeduto Eliud Williams.